# Sabri Lamouchi
Sabri Lamouchi (em árabe: صبري لاموشي; Lyon, 9 de novembro de 1971) é um treinador e ex-futebolista francês de ascendência tunisiana que atuava como volante. Atualmente está sem clube.

## Carreira como jogador
Após defender Lyon-Duchère e Cascol Oullins nas categorias de base, Lamouchi iniciou sua carreira profissional em 1990, no Alès, realizando 129 jogos e marcando 30 gols até 1994. Chamou a atenção do Auxerre, onde se destacou e atuou até 1998, conquistando dois títulos da Ligue 1 (Campeonato Francês) e da Copa da França, ambos na temporada 1995–96. Pelo clube borgonhês, foram 176 partidas e 25 gols.
Ainda teve boas passagens por Mônaco (72 jogos e sete gols marcados) e Parma (123 partidas e 10 gols), tendo conquistado mais dois títulos: a Copa da França de 1999–00, com a equipe do principado, e a Copa da Itália de 2001–02 pelo clube italiano.
Lamouchi jogou pela Internazionale na temporada 2003–04, atuando em 26 partidas, e pelo Genoa na temporada 2004–05 por empréstimo (20 jogos e um gol), sem agradar. Voltou ao futebol francês em julho de 2005, sendo anunciado pelo Olympique de Marseille.
Atraído pelo "petrodólares" do Catar, Lamouchi foi contratado pelo Al-Rayyan em 2006, marcando um gol logo em sua estreia. Defenderia ainda Umm-Salal e Al-Kharitiyath, onde encerraria a carreira em 2009, quatro meses antes de completar 38 anos.

## Seleção Nacional
Estreou pela Seleção Francesa em 1996, fazendo parte do elenco que foi semifinalista da Eurocopa. Jogou apenas uma partida, contra a República Tcheca, pela semifinal da competição — os Bleus perderam nos pênaltis.
Incluído por Aimé Jacquet na pré-lista de 28 jogadores que disputariam a Copa do Mundo FIFA de 1998, Lamouchi foi um dos seis atletas cortados do elenco que sagrou-se campeão (os outros foram o goleiro Lionel Letizi, o zagueiro Martin Djetou, os meias Pierre Laigle e Ibrahim Ba e o atacante Nicolas Anelka). Perdeu ainda a chance de disputar a Eurocopa de 2000 e Copa das Confederações FIFA de 2001, onde a França levaria o título nas duas competições. Em cinco anos de Seleção, Lamouchi atuou em 12 partidas e marcou um gol.

## Carreira como treinador

### Seleção Marfinense
Com a carreira de jogador encerrada, Lamouchi virou comentarista esportivo, exercendo a função até maio de 2012, quando foi contratado para treinar a Costa do Marfim, substituindo o demitido François Zahoui. Com os Elefantes classificados para a Copa do  Mundo FIFA de 2014, o ex-meio-campista, enfim, fez sua estreia em Copas como técnico de uma Seleção Nacional. No dia 14 de junho de 2014, a Costa do Marfim estreou no Mundial vencendo o Japão por 2–1, em jogo realizado na Arena de Pernambuco. Lamouchi deixou o comando técnico no dia 24 de junho, após a participação marfinense no torneio, quando o selecionado amargou a eliminação na fase de grupos.

### Al-Jaish
Em dezembro de 2014 assinou com o Al-Jaish, do Catar.

## Títulos

### Como jogador
Auxerre
- Ligue 1: 1995–96
- Copa da França: 1995–96

Mônaco
- Ligue 1: 1999–00

Parma
- Copa da Itália: 2001–02

Olympique de Marseille
- Copa Intertoto da UEFA: 2005

### Como treinador
El Jaish
- Copa do Catar: 2016

### Prêmios individuais
- Treinador do Mês da Championship: setembro de 2019 e janeiro de 2020